# Аллертон (Іллінойс)
Аллертон (англ. Allerton) — селище (англ. village) в США, в округах Вермільйон і Шампейн штату Іллінойс. Населення — 262 особи (2020).

## Географія
Аллертон розташований за координатами 39°54′58″ пн. ш. 87°56′7″ зх. д. / 39.91611° пн. ш. 87.93528° зх. д. (39.916103, -87.935258).  За даними Бюро перепису населення США в 2010 році селище мало площу 1,76 км², уся площа — суходіл.

## Демографія
Згідно з переписом 2010 року, у селищі мешкала 291 особа в 111 домогосподарстві у складі 86 родин. Густота населення становила 166 осіб/км².  Було 124 помешкання (71/км²).
Расовий склад населення:
| - 97,6 % — білих - 1,0 % — чорних або афроамериканців |

До двох чи більше рас належало 1,4 %. Частка іспаномовних становила 0,3 % від усіх жителів.
За віковим діапазоном населення розподілялося таким чином: 25,8 % — особи молодші 18 років, 63,5 % — особи у віці 18—64 років, 10,7 % — особи у віці 65 років та старші. Медіана віку мешканця становила 38,3 року. На 100 осіб жіночої статі у селищі припадало 114,0 чоловіків;  на 100 жінок у віці від 18 років та старших — 101,9 чоловіків також старших 18 років.
Середній дохід на одне домашнє господарство  становив 63 447 доларів США (медіана — 60 000), а середній дохід на одну сім'ю — 67 737 доларів (медіана — 63 750). За межею бідності перебувало 4,3 % осіб, у тому числі 0,0 % дітей у віці до 18 років та 7,9 % осіб у віці 65 років та старших.
Цивільне працевлаштоване населення становило 120 осіб. Основні галузі зайнятості: освіта, охорона здоров'я та соціальна допомога — 19,2 %, науковці, спеціалісти, менеджери — 18,3 %, роздрібна торгівля — 17,5 %.